# Антуанетта де Бурбон-Вандом
Антуанетта де Бурбон-Вандом (фр. Antoinette de Bourbon-Vendôme; 25 декабря 1494 — 22 января 1583) — прародительница клана Гизов, супруга Клода Лотарингского, герцога де Гиза. Бабушка шотландской королевы Марии Стюарт.

## Биография
Антуанетта была предпоследним ребёнком и старшей из дочерей графа Франсуа Вандомского и Марии де Люксембург. О её детстве сведений сохранилось мало. Когда ей было два года, скончался её отец и главой семьи стал старший из сыновей, Шарль IV де Бурбон. Её образованием занималась мать.
В 1513 году Антуанетта была в числе сопровождавших Клод Французскую при встрече с её будущим мужем, герцогом Ангулемским, впоследствии ставшим королём Франции Франциском I. Тогда она и познакомилась с Клодом Лотарингским, находившимся в свите Франциска. Чуть позже Франциск от имени Клода просил руки Антуанетты у её брата и получил согласие. 9 июня 1513 года был подписан брачный контракт, и несколько дней спустя Антуанетта вышла замуж за Клода Лотарингского, в браке с которым у неё родилось двенадцать детей.
Первые годы замужней жизни Антуанетта провела в замке Бар-ле-Дюк, самостоятельно управляя обширным хозяйством, поскольку её супруг в то время вместе с королём Франциском проводил военную кампанию в Италии. В Бар-ле-Дюк она родила своих первых детей — дочь Марию и сына Франсуа. Когда в 1519 году свекровь Антуанетты, Филиппа Гелдернская, решила удалиться в монастырь, семейство переехало в Жуанвилль. Поскольку Клоду Лотарингскому приходилось много времени проводить при королевском дворе в Париже, обязанности по управлению многочисленными владениями Антуанетта взяла в свои руки, продемонстрировав незаурядный талант в решении административных и финансовых проблем. К ней могли обратиться и как к посреднику для разрешения имущественного спора, так Франсуа де Невер и Антуан де Крой, граф де Порсьен, просили Антуанетту урегулировать вопрос о графстве Бофор.
В 1528 году Франциск I в благодарность за военную службу пожаловал её мужу пэрство и титул герцога де Гиза, положив тем самым начало новой династической линии, восходившей к Лотарингскому дому и сыгравшей впоследствии важную роль в истории французского королевства. В период религиозных войн во Франции Гизы показали себя стойкими сторонниками католицизма. Сама Антуанетта также слыла истовой католичкой, обладала властным характером и сильным чувством семейной гордости и призывала своих сыновей превыше всего чтить и защищать свою веру и интересы клана Гизов, за что гугеноты прозвали её «матерью тиранов и врагов Евангелия» (фр. la Mère des Tyrans et des ennemis de l’Evangile). Однако, несмотря на бескомпромиссность в религии, она была также известна своей благотворительностью и милосердием по отношению к людям, независимо от их верований. Так, во время войны она оказала помощь голодавшим гугенотам-наёмникам, снабдив их провиантом и одеждой и позволив им беспрепятственно вернуться к себе на родину. В Жуанвилле герцогиня способствовала строительству больниц, восстановлению церквей, разрушенных во время войн, а также по её инициативе был основан монастырь для бенедиктинок.
После смерти Клода де Гиза в 1550 году главой клана Гизов стал старший сын Франсуа, однако бразды правления по-прежнему оставались у Антуанетты. Изредка появляясь при дворе, большую часть времени она проводила в замке Жуанвилль, занимаясь штудированием религиозных трудов и воспитанием многочисленных внуков и отпрысков других знатных семейств. Под её опекой в разное время находились Мария Стюарт, Екатерина Клевская, Мария Лотарингская (впоследствии аббатиса в Шелле), а также Шарль I Лотарингский, герцог д’Эльбёф, один из самых непримиримых противников короля-протестанта Генриха IV Бурбона. Антуанетта оказывала заметное влияние на воспитание своей внучки Марии Стюарт, во время пребывания той при французском дворе, а также была её главным советчиком. В письме от 1 октября 1548 года, после первой встречи с Марией, герцогиня отметила, что «она и в самом деле очень хорошенькое и разумное дитя… В целом, мы можем быть ею довольны». Стремясь укрепить родственные чувства, она также рассчитывала обеспечить поддержку Гизам со стороны Марии в будущем. На церемонии обручения внучки с дофином Франсуа Антуанетта выступала в качестве доверенного лица со стороны матери невесты, поскольку сама Мария де Гиз не смогла присутствовать.
Антуанетта де Бурбон, герцогиня де Гиз, умерла в ночь с 22 на 23 января 1583 года в замке Жуанвилль, пережив всех своих детей, за исключением Рене, аббатисы монастыря Сен-Пьер. Она была похоронена рядом со своим мужем и старшим сыном Франсуа в приходской церкви Жуанвилля. Спустя четыре года после её смерти в Англии была обезглавлена её внучка, шотландская королева Мария Стюарт.

## Дети
- Мария (22 ноября 1515 — 11 июня 1560), в первом браке была замужем за Луи, герцогом де Лонгвилем, во втором — за королём Шотландии Яковом V; мать Марии Стюарт.
- Франсуа (24 февраля 1519 — 18 февраля 1563), 2-й герцог де Гиз, глава католиков, генерал-лейтенант Франции.
- Луиза (10 января 1520 — 18 октября 1542), была замужем за Шарлем II де Круа.
- Рене (2 сентября 1522 — 3 апреля 1602), аббатиса.
- Шарль (17 февраля 1524 — 26 декабря 1574), кардинал Лотарингский, архиепископ Реймский.
- Клод II (18 августа 1526 — 3 марта 1573), герцог д’Омаль.
- Луи (21 октября 1527 — 29 июля 1578), кардинал де Гиз, архиепископ Санский.
- Филипп (3 сентября 1529 — 24 сентября 1529).
- Пьер (3 апреля 1530 — июнь 1530).
- Антуанетта (31 августа 1531 — 6 марта 1561), аббатиса.
- Франсуа (18 апреля 1534 — 6 марта 1563), великий приор Мальтийского ордена.
- Рене II (14 августа 1536 — 14 декабря 1566), барон, затем маркиз д’Эльбёф.

## В культуре
- В телесериале «Королева змей» (2022) роль Антуанетты исполнила Бет Годдард[англ.].